# Société de philosophie analytique
Pour les articles homonymes, voir sopha.
La Société de Philosophie Analytique (SoPhA) est une association d'universitaires, chercheurs et étudiants en philosophie appartenant au courant de la philosophie analytique et majoritairement issus de pays francophones. L'association, de droit français, est basée à Paris.

## Objectifs
Les objectifs de la société sont d'"encourager la pratique de la philosophie analytique en langue française" et de "faciliter les contacts entre tous les représentants de l'école analytique" - ce pour quoi elle est étroitement liée à l'European Society for Analytic Philosophy (ESAP) et à d'autres sociétés de philosophie analytique dans le monde. Elle a également pour but d'organiser, tous les trois ans: une école d'été, un colloque de jeunes chercheurs, et un grand colloque international destinés à "permettre aux philosophes analytiques de se rencontrer, de débattre de thèmes différents et de s’informer mutuellement des recherches, ainsi que des orientations les plus récentes".

## Historique
En 1993, à Aix en Provence, l'European Society for Analytic Philosophy (ESAP) est officiellement constituée. On y constitue aussi la SoPhA, en tant que branche francophone de cette société. Pascal Engel est élu premier président de la SoPhA en 1993.  La SoPhA est actuellement présidée par Olivier Massin.
Elle a eu comme président d'honneur Paul Gochet pendant 6 ans (1997-2003).

### Liste des présidents[5]
- 1993-1997 : Pascal Engel
- 1997-2000 : Joëlle Proust
- 2000-2003 : François Lepage
- 2003-2006 : Pierre Livet
- 2006-2009 : Mélika Ouelbani
- 2009-2012 : Max Kistler
- 2012-2015 : Christine Tappolet
- 2015-2018 : Alexandre Guay
- depuis 2018 : Olivier Massin